# Antonis Samaras
Antonis Samaras (tiếng Hy Lạp: Αντώνης Σαμαράς, phát âm là [andonis Samaras, sinh ngày 23 tháng năm 1951) là một nhà kinh tế và chính trị người Hy Lạp đã làm lãnh đạo Dân chủ, đảng bảo thủ chính của Hy Lạp, từ năm 2009. Ông tuyên thệ nhậm chức Thủ tướng Chính phủ Hy Lạp vào ngày 20 tháng 6 năm 2012. Samaras cũng đã từng là Bộ trưởng Bộ Tài chính vào năm 1989, sau đó Bộ trưởng Bộ Ngoại giao 1989-1990 và một lần nữa từ năm 1990 đến 1992. Sau đó, ông là Bộ trưởng Bộ Văn hóa trong năm 2009.
Ông được biết đến với những tranh cãi năm 1993, khi trên thực tế ông đã khiến chính phủ dân chủ mới, trong đó ông là thành viên, sụp đổ khỏi quyền lực. Mặc dù vậy, ông quay lại đảng này vào năm 2004 và được bầu với tỷ lệ sát sao làm lãnh đạo trong một cuộc bầu cử trong nội bộ đảng vào cuối năm 2009. Ông là nhà lãnh đạo lần thứ 7 của đảng kể từ khi đảng này được thành lập vào năm 1974.

## Tiểu sử
Sinh ra tại Athens, Samaras theo học ở các trường Cao đẳng Athens (được thành lập bởi bà cố ngoại của mình, Stefanos Delta, và Emmanouil Benakis, cha chồng của Delta), và tốt nghiệp từ Đại học Amherst vào năm 1974 với bằng kinh tế, và sau đó từ Đại học Harvard vào năm 1976 với bằng thạc sĩ. Ông là nghị sĩ Quốc hội Hy Lạp cho quận Messenia (1977-1996 và 2007-nay) cũng như bộ trưởng các bộ tài chính, ngoại giao, văn hóa. Ông là con trai của Tiến sĩ Konstantinos Samaras, Giáo sư Tim mạch, và Lena quá cố, Zannas nhũ danh, một cháu gái ngoại của tác giả Penelope Delta. Anh trai của ông, Alexander, là một kiến trúc sư. Chú nội của ông, George Samaras, là một thành viên thường trực của Quốc hội cho Messenia trong thập niên 1950 và thập niên 60.